# Morzg
Morzg ist ein Stadtteil im Süden von Salzburg. Der Stadtteil entwickelte sich entlang der Gneiserstraße und der Morzgerstraße. Der stadtnahe Teil von Morzg "Kleingmain" grenzt mit der Nonntaler Hauptstraße und der Hofhaymerallee an den Stadtteil Nonntal. Östlich des Siedlungsraumes Morzg liegt der Landschaftsgarten von Hellbrunn mit der Hellbrunner Allee. Westlich desselben liegt umrahmt von Wiesen und Äckern nächst dem Ortsteil Gneis der große Salzburger Kommunalfriedhof. Unweit des Siedlungsraumes Morzg liegen im Süden außerhalb der Stadtgrenze die Orte Anif und Grödig. In Morzg mit seinen 460,8 ha leben etwa 2500 Bewohner. 

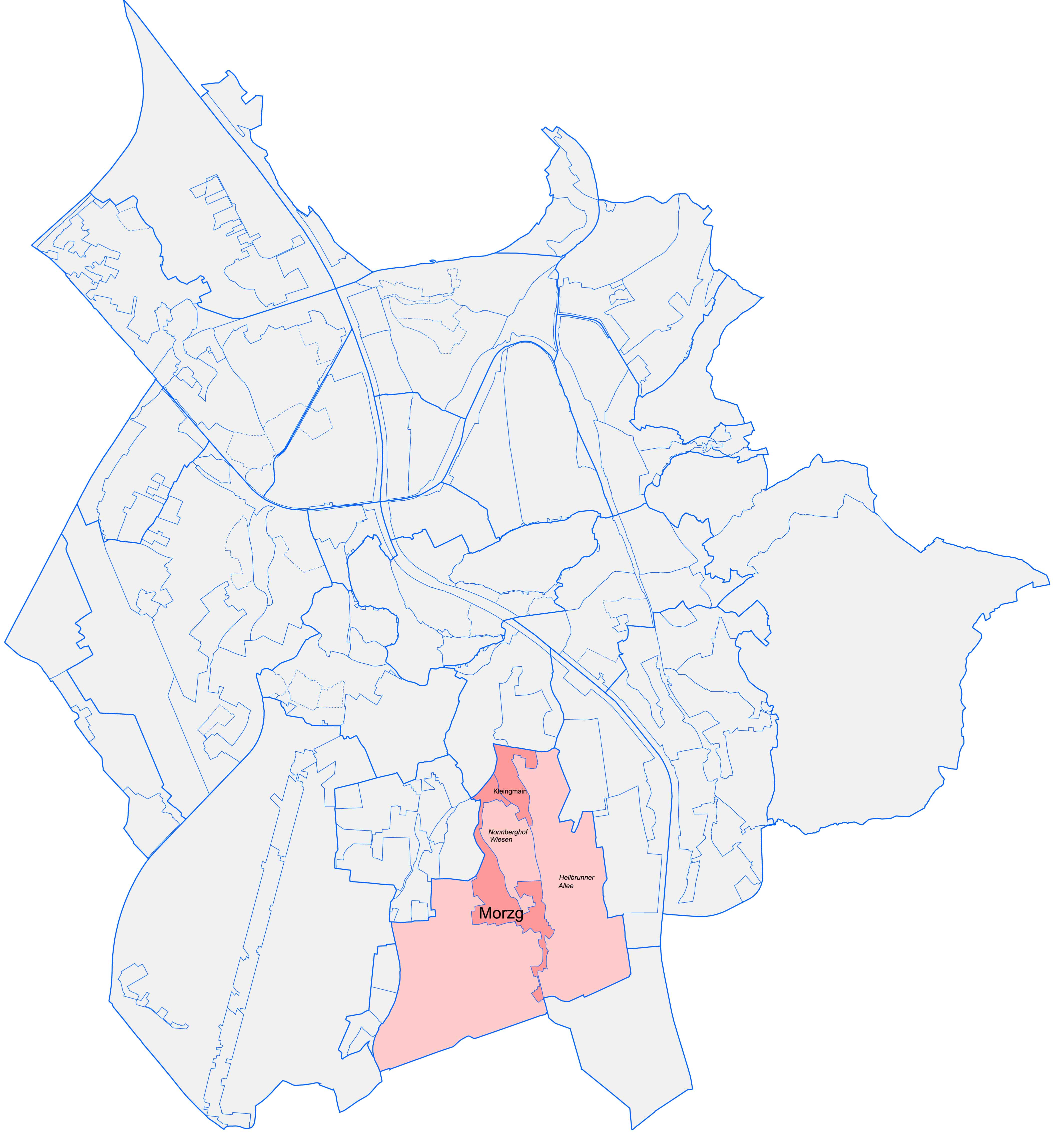
Der Salzburger Stadtteil Morzg

## Geschichte
Die ältesten Fundstätten der heutigen Katastralgemeinde liegen am Hangfuß des Hellbrunnerberges und zählen zu den bedeutendsten Fundstätten im Land Salzburg. Auch der Raum des heutigen Siedlungskerns von Morzg war jungsteinzeitlich, vor allem aber in der Bronzezeit und auch in der Römerzeit teilweise besiedelt, wie zahlreiche Funde und der ursprüngliche Ortsname *Marciacum (‚Landgut des Marcius‘) belegen.
Der Ort wurde in historischer Zeit erstmals 720 urkundlich erwähnt, als der Bayernherzog Theodebert dem Kloster Nonnberg den römischen Gutshof villa Marciago samt der gesamten weiten Umgebung schenkt. Ein weiteres Mal wird 930 Morzg erwähnt, als Erzbischof Adalbert bei einem Tausch eines Gutes bei Morzg (ad morzagam) diesen Ort erwähnt. Morzg entwickelte sich aus einem bäuerlichen Haufendorf, das trotz der Villenbauten des 19. Jahrhunderts und der größeren Wohnbauten des 20. Jahrhunderts seinen dörflichen Charakter bewahren konnte.
An den Ort Morzg schließt südlich der Morzger Hügel an, an den südlich das alte Herrengut Montfort (Golser Hof) angrenzt, das urkundlich seit 1334 genannt wird.
Nach 1930 entstand um die neue Eschenbachgasse ein kleiner Siedlungsraum, der zuerst auch zu Kleingmain gezählt wurde. Nachdem dieser kleine Siedlungskern aber zwischen 1960 und 1970 vollständig vom Siedlungsraum der Herrnau eingeschlossen wurde, zählt er heute folgerichtig zu diesem neuen Stadtteil.
Zum einstigen Gemeindegebiet Morzg gehört schließlich der Siedlungsraum um die Berchtesgadener Straße südlich des Kommunalfriedhofs (errichtet 1878) bzw. um das unweit davon gelegene ehemalige Hochgericht der Stadt Salzburg, dem Freimanngehöft mit dem früheren Arme-Sünder-Friedhof und dem Galgen (von 1599 bis ca. 1810), der heute zum Stadtteil Gneis zählt.
Morzg wurde in kleinen Teilen 1935, in seinen wesentlichen Teilen aber 1939 in das Stadtgebiet von Salzburg eingemeindet. Zur Katastralgemeinde Morzg gehören die einst weitläufigen Auwaldflächen, deren Namen (Grafenau, Herrenau) noch an ehemalige Herrensitze erinnern. Sie sind heute großteils als Gewerbegebiet genutzt und von der Alpenstraße aufgeschlossen. Dieser salzachnahe Siedlungsraum hat sich dabei heute zum Stadtteil Salzburg-Süd weiterentwickelt.

## Kultur und Sehenswürdigkeiten
Die Baudenkmäler in Morzg liegen fast alle außerhalb des eigentlichen Siedlungsraumes im geschlossenen Grünraum zwischen Morzg und dem Stadtteil Salzburg-Süd, der daher nicht scharf einem bestimmten Stadtteil zugeordnet werden kann. Im historischen Zusammenhang aber sind sie aber dem Siedlungsraum von Morzg zuzuordnen.

### Weiherhof
(Biberngasse 31)
nächst der Gneiser Straße gelegen, wurde früher zu Gneis, heute zu Morzg-Kleingmain gezählt. Der Hof, urkundlich seit Anfang des 17. Jahrhunderts genannt, war ein kleines Schloss im Eigentum der Salzburger Domherren und stammt im heutigen Aussehen aus dem Beginn des 19. Jahrhunderts und zeigt sich dabei als breites Bauernhaus mit Wohn- und Stallteil. Der schmucke Stall mit seinen Marmorsäulen und dem Platzelgewölbe ist heute als Kunstgalerie genutzt. Dieses Haus besitzt eine Marmortafel (heute in der Nordfassade) mit dem Wappen des Bischofs von Chiemsee, Ägidius Rem. Der einstige namensgebende Weiher im Süden des Hofes wurde im frühen 20. Jahrhundert zugeschüttet. Der ursprüngliche Meierhof des Schlosses war das nebenliegende Haus Biberngasse 29.

### Fischergut
(auch Daimergut oder Webergütl genannt, Hellbrunner Allee 60)
Das Gut, nahe dem Schloss Hellbrunn gelegen wird im Urbar des Stiftes Nonnberg erstmals bereits 1412 genannt. 1451 wohnte hier als Besitzer Jörg Weber ("Webergütl"). Zuletzt 1837 umgebaut, ist heute das bäuerlich geprägte Gebäude mit seinem im Wirtschaftstrakt hölzernem Obergeschoß ein Teil des typischen Ambiente um Schloss Hellbrunn, das allerdings – in einem großen Garten gelegen – für Außenstehende wenig einsehbar bleibt.

### Maria-Theresien-Schlössl
(Morzgerstr. 87)
Die Villa wurde 1901 als geplanter Wohnsitz für den Ulanenrittmeister Josef Ritter von Lommer (1864–1902) errichtet und 1935 nach Plänen des Wiener Künstler (Architekt, Maler, Designer etc.) Alfred Keller von Martin Knoll in seine heutige charakteristische Gestalt gebracht. Seine späthistorisierende Barockfassade wird durch zahlreiche Stuckelemente bereichert. Bemerkenswert ist hier die seltene „Symbiose aus Wiener Wohnkultur mit barockem Ambiente“ (Friedrich Achleitner). Zum großen Park mit seinem alten Baumbestand zählen auch verschiedene größere Fischteiche.

### Erentrudishof
(Morzgerstr. 40)
Das landwirtschaftliche Gehöft des Stiftes Nonnberg, seit Jahren als biologischer Vorzeigebetrieb geführt, wurde in der Bausubstanz 1909/10 von Karl Pirich im damals beliebten Heimatstil erbaut.

### Wagnerhaus
(Morzgerstr. 42)
Heute zum Erentrudishof gehörig, wurde dieser im Kern barocke Bau 1859 umgebaut. Das straßenseitige marmorgerahmte Haustor ist heute durch Straßenaufschüttung eingeschüttet; auch sonst ist das Gebäude in einem schlechten Zustand.

### Morzger Hof
(Morzgerstr. 72)
Das 1405 erstmals urkundlich als Lehen beim Ester erwähnte Gebäude wurde spätestens seit 1875 als Gasthaus geführt. 2014 wurde mit der umfassenden Sanierung des Hauses, das unter besonderem Erhaltungsschutz steht, begonnen.

### Davidengut
(Morzgerstr. 44)
Das Bauerngut ist ein typischer zweigeschoßiger Einhof mit barockem Kern. Die Fassaden unter dem hölzernen Giebelfeld besitzen eine Faschenrahmung.

### Bildstöcke an der Gneiserstraße und beim Montforterhof
(Gneiserstraße beim Haus Nr. 58 und Verbindungsweg südwestlich von Schloss Montfort)
Das Kleindenkmal an der Gneiserstraße stammt vermutlich aus dem 17. Jahrhundert. Der alte Bildstock bei Schloss Montfort besitzt ein kleines Zeltdach und vier umgebende Linden, die symbolisch Schutz verleihen sollen. Er wurde um 2000 erneuert.

### Die Schlösser der Hellbrunner Allee
- Schloss Emslieb (Hellbrunnerallee Nr. 65), auch Villa Strongfort
- Schloss Emsburg (Hellbrunner Allee Nr. 52), auch Kreuzhof, Ritterhof, oder Lambergschloss
- Schloss Frohnburg (Hellbrunner Allee 53) auch Schloss Kuenburg oder Grafenauerhof
- Kayserburg (Hellbrunner Allee 48)
- Lasserhof (auch Metzgermayerhof, Rupertihof oder zuletzt Gwandhaus genannt, Morzgerstr. 31)
- Schloss Herrnau – Christanihof (Fronburgweg 10)

### Morz in Literatur und Film
- Die Hellbrunner Allee und der Eingang zum Schloss "Frohnburg" ist in einer Szene im Film "The Sound of Music" von Robert Wise mit dem kilometerweit entfernten Schloss Leopoldskron im Stadtteil Riedenburg verbunden.
- Peter Handke widmete den Bauwerken und Landschaften zwischen Morz und seinem Domizil auf dem Festungsberg mehrere Erzählungen. Der Morzger Wald bei Salzburg ist einer der Handlungsorte in seinem im Jahr 1980 entstandenen Werk Die Lehre der Sainte-Victoire und auch der Ich-Erzähler im Buch Der Chinese des Schmerzes aus dem Jahr 1983 wandert durch die Salzburger Landschaften insbesondere durch die Mooslandschaften zwischen Morz, Leopoldskron-Moos und Nonntal.

## Der stadtnahe Bereich Kleingmain
„Gmain“ (althochdeutsch gimeini) bedeutet allgemeiner wechselnder (gemeinschaftlicher) Besitz. Hier hatten die Bürger der Stadt die Möglichkeit, gemeinsam ihr Vieh weiden zu lassen.
Als Kleingmain wird heute ein kleiner Siedlungskern bezeichnet, der im Westen von der Nonntaler Hauptstraße Straße, im Norden von der Hofhaymer Allee und im Osten und im Süden von der Hellbrunner Allee und den die Allee umgebenden freien Wiesen (als Teil des Hellbrunner Landschaftsgartens) begrenzt wird. Hier befanden sich (abseits der Hellbrunner Allee) einst jene freien Wiesen, auf denen die Bürger der Stadt Salzburg das Privileg besaßen, ihr Vieh weiden zu lassen.

### Buchholzhof
(Kleingmainergasse 29)
Das schmucke kleine zweigeschoßige Anwesen mit seinem Schopfwalmdach nächst der Hellbunnerallee wurde erstmals bereits 1608 erwähnt. Nach dem Jahr 2000 umgebaut, ist das zuvor lange leer stehende Gebäude mit seinen nunmehr rund einem Dutzend Wohneinheiten heute wieder eine Bereicherung des Stadtbildes.

### Buberlgut
(Gneiserstr.31)
Das alte Bauerngehöft besitzt die bekannte Form eines Flachgauer Einhofes (Mittertenn-Gehöft) und ist seit dem frühen 17. Jahrhundert nachweisbar. Alte Steingewände um die typischen kleinen Fenster prägen das alte Bauerngut.

### Lainergut
(Lainerhof, Gneiserstr. 14)
Der Lainerhof, heute ein beliebter Veranstaltungs- und Probeort für Verbände der Heimatpflege. Bemerkenswert ist der einstige barocke Stall mit seinem Platzgewölbe und die größten Ziegellüftungsgitter im Obergeschoß.

## Morzg heute
Morzg hat im Ortszentrum nächst der Kirche gelegen eine Volksschule und einen Kindergarten. Morzg besitzt ein reges Vereinsleben. Seniorenclubs oder die aktiven Morzger Krampusse sowie der Morzger Turnverein sind Beispiele dafür.
Mit Reck und Freiübungen begann der Turnbetrieb in Morzg vor dem Ersten Weltkrieg. 1923 wurde der Turnverein Morzg als eigener Verein gegründet, 1925 von Martin Knoll die Turnhalle errichtet. Morzg ist mit Aigen der wohl teuerste Siedlungsraum der Stadt. Der Quadratmeterpreise beträgt etwa 1600 €/m² (Stand 2012).
In Morzg besteht auch seit 1976 die Pfadfindergruppe „Salzburg 11 Morzg“, deren Heim sich im Morzger Pfarrzentrum neben der Kirche befindet.
Seit 1980 ist die Amateurtheatergruppe „Die Kleingmainer“ aktiv. Sie spielt jeweils im November im Kleingmainersaal, Morzgerstraße 27, unter dem Motto „Die Leute sollen sich unterhalten“. Dabei werden vom Volksstück bis zum Boulevardtheater jeweils Komödien und Lustspiele geboten.

## Persönlichkeiten
- Martin Knoll (* 4. August 1888 in Morzg; † 14. Juli 1937 in Salzburg), Architekt
- Rudolf Hradil (* 1. April 1925 in Salzburg; † 26. Oktober 2007 in Wien), Maler, Druckgrafiker, Zeichner, Aquarellist und Mitglied der Wiener Secession
- Alois Schmiedbauer (* 24. April 1902 in Mattsee; † 27. Mai 1989 in Salzburg), Kunsterzieher, Maler und Fotograf
- Fritz Egger (* 12. Februar 1960 in Schärding), Kabarettist
- Hubert von Goisern (* 17. November 1952 in Goisern), Musiker